# Gymnothorax maderensis
 Gymnothorax maderensis és una espècie de peix de la família dels murènids i de l'ordre dels anguil·liformes.

## Morfologia
Els mascles poden assolir els 100 cm de longitud total.

## Distribució geogràfica
Es troba a l'Atlàntic oriental (Madeira i Benín) i a l'Atlàntic occidental (Bermuda, les Índies Occidentals i Carolina del Nord -Estats Units-).